# 重合禁止剤
重合禁止剤（じゅうごうきんしざい、英: polymerization inhibitor）は、光や熱の影響によって重合反応を起こしやすい物質に添加して、それを阻害する試薬である。単に禁止剤とも呼ばれる。市販されているモノマーには重合禁止剤が添加してあるので、重合反応を行うときは蒸留、洗浄などして取り除く必要がある。
よく使われる重合禁止剤の一つにヒドロキノン誘導体がある。ヒドロキノンはモノマーに発生したラジカルによってフェノール性水素を引き抜かれて安定ラジカルを形成し、ベンゾキノンを生成する。また、生成したベンゾキノンも禁止剤として作用する。ただし各禁止材の重合阻害の活性は、対象のモノマーによって大きく異なる。

## 主な重合禁止剤
- 4-tert-ブチルピロカテコール[2]
- tert-ブチルヒドロキノン
- 1,4-ベンゾキノン
- ジブチルヒドロキシトルエン
- 1,1-ジフェニル-2-ピクリルヒドラジル フリーラジカル
- ヒドロキノン
- メキノール
- フェノチアジン